# Golden Globe 1978
La 35ª edizione della cerimonia di premiazione di Golden Globe si è tenuta il 28 gennaio 1978 al Beverly Hilton Hotel di Beverly Hills, California.
Elizabeth Stack è stata la Golden Globe Ambassador dell'edizione.

## Premi per il cinema
Vengono di seguito indicati in grassetto i vincitori. Ove ricorrente e disponibile, viene indicato il titolo in lingua italiana e quello in lingua originale tra parentesi.

### Miglior film drammatico
- Due vite, una svolta (The Turning Point), regia di Herbert Ross
- Incontri ravvicinati del terzo tipo (Close Encounters of the Third Kind), regia di Steven Spielberg
- I Never Promised You a Rose Garden (I Never Promised You a Rose Garden), regia di Anthony Page
- Giulia (Julia), regia di Fred Zinnemann
- Guerre stellari (Star Wars), regia di George Lucas

### Miglior film commedia o musicale
- Goodbye amore mio! (The Goodbye Girl), regia di Herbert Ross
- Io e Annie (Annie Hall), regia di Woody Allen
- Alta tensione, regia di Mel Brooks
- New York, New York (New York, New York), regia di Martin Scorsese
- La febbre del sabato sera (Saturday Night Fever), regia di John Badham

### Miglior regista
- Herbert Ross - Due vite, una svolta (The Turning Point)
- Woody Allen - Io e Annie (Annie Hall)
- Steven Spielberg - Incontri ravvicinati del terzo tipo (Close Encounters of the Third Kind)
- Fred Zinnemann - Giulia (Julia)
- George Lucas - Guerre stellari (Star Wars)

### Miglior attore in un film drammatico
- Richard Burton - Equus (Equus)
- Al Pacino - Un attimo, una vita (Bobby Deerfield)
- Marcello Mastroianni - Una giornata particolare (Una giornata particolare)
- Henry Winkler - Heroes (Heroes)
- Gregory Peck - MacArthur il generale ribelle (MacArthur)

### Migliore attrice in un film drammatico
- Jane Fonda - Giulia (Julia)
- Kathleen Quinlan - I Never Promised You a Rose Garden (I Never Promised You a Rose Garden)
- Diane Keaton - In cerca di Mr. Goodbar (Looking for Mr. Goodbar)
- Gena Rowlands - La sera della prima (Opening Night)
- Anne Bancroft - Due vite, una svolta (The Turning Point)

### Miglior attore in un film commedia o musicale
- Richard Dreyfuss - Goodbye amore mio! (The Goodbye Girl)
- Woody Allen - Io e Annie (Annie Hall)
- Mel Brooks - Alta tensione (High Anxiety)
- Robert De Niro - New York, New York (New York, New York)
- John Travolta - La febbre del sabato sera (Saturday Night Fever)

### Migliore attrice in un film commedia o musicale
- Diane Keaton - Io e Annie (Annie Hall)
- Marsha Mason - Goodbye amore mio! (The Goodbye Girl)
- Lily Tomlin - L'occhio privato (The Late Show)
- Liza Minnelli - New York, New York (New York, New York)
- Sally Field - Il bandito e la "Madama" (Smokey and the Bandit)

### Miglior attore non protagonista
- Peter Firth - Equus (Equus)
- Jason Robards - Giulia (Julia)
- Maximilian Schell - Giulia (Julia)
- Alec Guinness - Guerre stellari (Star Wars)
- Mikhail Baryshnikov - Due vite, una svolta (The Turning Point)

### Migliore attrice non protagonista
- Vanessa Redgrave - Giulia (Julia)
- Quinn Cummings - Goodbye amore mio! (The Goodbye Girl)
- Ann-Margret - Joseph Andrews (Joseph Andrews)
- Joan Blondell - La sera della prima (Opening Night)
- Lilia Skala - Roseland (Roseland)
- Leslie Browne - Due vite, una svolta (The Turning Point)

### Migliore sceneggiatura
- Neil Simon - Goodbye amore mio! (The Goodbye Girl)
- Woody Allen e Marshall Brickman - Io e Annie (Annie Hall)
- Steven Spielberg - Incontri ravvicinati del terzo tipo (Close Encounters of the Third Kind)
- Alvin Sargent - Giulia (Julia)
- Arthur Laurents - Due vite, una svolta (The Turning Point)

### Migliore colonna sonora originale
- John Williams - Guerre stellari (Star Wars)
- John Williams - Incontri ravvicinati del terzo tipo (Close Encounters of the Third Kind)
- Al Kasha e Joel Hirschhorn - Elliott, il drago invisibile (Pete's Dragon)
- Barry Gibb, Maurice Gibb e Robin Gibb - La febbre del sabato sera (Saturday Night Fever)
- Marvin Hamlisch - 007 - La spia che mi amava (The Spy Who Loved Me)

### Migliore canzone originale
- You Light Up My Life, musica e testo di Joseph Brooks - Tu accendi la mia vita (You Light Up My Life)
- Down Deep Inside, musica di John Barry, testo di John Barry e Donna Summer - Abissi (The Deep)
- New York, New York, musica di John Kander, testo di Fred Ebb - New York, New York (New York, New York)
- How Deep Is Your Love?, musica e testo di Barry Gibb, Maurice Gibb e Robin Gibb - La febbre del sabato sera (Saturday Night Fever)
- Nobody Does It Better, musica di Marvin Hamlisch, testo di Carole Bayer Sager - 007 - La spia che mi amava (The Spy Who Loved Me)

### Miglior film straniero
- Una giornata particolare, regia di Ettore Scola (Italia)
- Quell'oscuro oggetto del desiderio (Ese oscuro objeto del deseo), regia di Luis Buñuel (Spagna/Francia)
- Cría cuervos (Cría cuervos...), regia di Carlos Saura (Spagna)
- Certi piccolissimi peccati (Un éléphant ça trompe énormément), regia di Yves Robert (Francia)
- La vita davanti a sé (La vie devant soi), regia di Moshé Mizrahi (Francia)

## Premi per la televisione
Vengono di seguito indicati in grassetto i vincitori. Ove ricorrente e disponibile, viene indicato il titolo in lingua italiana e quello in lingua originale tra parentesi.

### Miglior serie drammatica
- Radici (Roots)
- Charlie's Angels (Charlie's Angels)
- In casa Lawrence (Family)
- Starsky & Hutch (Starsky and Hutch)
- Su e giù per le scale (Upstairs, Downstairs)

### Miglior serie commedia o musicale
- Arcibaldo (All in the Family)
- Barney Miller (Barney Miller)
- The Carol Burnett Show (The Carol Burnett Show)
- Happy Days (Happy Days)
- Laverne & Shirley (Laverne & Shirley)

### Miglior mini-serie o film per la televisione
- I leoni della guerra (Raid on Entebbe), regia di Irvin Kershner
- Just a Little Inconvenience (Just a Little Inconvenience), regia di Theodore J. Flicker
- Mary Jane Harper Cried Last Night (Mary Jane Harper Cried Last Night), regia di Allen Reisner
- Mary White (Mary White), regia di Jud Taylor
- Something for Joey (Something for Joey), regia di Lou Antonio

### Miglior attore in una serie drammatica
- Edward Asner - Lou Grant (Lou Grant)
- Robert Conrad - La squadriglia delle pecore nere (Baa Baa Black Sheep)
- Telly Savalas - Kojak (Kojak)
- James Garner - Agenzia Rockford (The Rockford Files)
- Peter Falk - Colombo (Columbo)

### Miglior attore in una serie commedia o musicale
- Henry Winkler - Happy Days (Happy Days)
- Ron Howard - Happy Days (Happy Days)
- Carroll O'Connor - Arcibaldo (All in the Family)
- Hal Linden - Barney Miller (Barney Miller)
- Alan Alda - M*A*S*H

### Miglior attrice in una serie drammatica
- Lesley Ann Warren - Harold Robbins' 79 Park Avenue (Harold Robbins' 79 Park Avenue)
- Lindsay Wagner - La donna bionica (The Bionic Woman)
- Kate Jackson - Charlie's Angels (Charlie's Angels)
- Angie Dickinson - Pepper Anderson agente speciale (Police Woman)
- Leslie Uggams - Radici (Roots)

### Miglior attrice in una serie commedia o musicale
- Carol Burnett - The Carol Burnett Show (The Carol Burnett Show)
- Jean Stapleton - Arcibaldo (All in the Family)
- Isabel Sanford - I Jefferson (The Jeffersons)
- Penny Marshall - Laverne & Shirley (Laverne & Shirley)
- Cindy Williams - Laverne & Shirley (Laverne & Shirley)
- Beatrice Arthur - Maude

## Premi onorari
- Golden Globe alla carriera: Red Skelton
- Henrietta Award
  - Il migliore attore del mondo: Robert Redford
  - La miglior attrice del mondo: Barbra Streisand